# Museo di arte sacra di San Michele Arcangelo
Il Museo di Arte Sacra di San Michele Arcangelo è uno dei due musei privati della città di Busto Arsizio ed è ospitato all'interno di alcuni locali parrocchiali vicino al millenario campanile della  Chiesa di San Michele Arcangelo.
La creazione del museo fu la conseguenza della raccolta del materiale della parrocchia di S. Michele Arcangelo, iniziata nel 1975. Nel 1988 venne avviato uno studio sistematico delle singole opere sotto la direzione di Lia de Pra Cavalleri, Giuseppe Gualmo ed Emanuele Bisterzo, con la collaborazione della soprintendenza ai Beni Culturali della Lombardia.
Il Museo di Arte Sacra conserva opere di pittura di fine secolo XVI e della prima metà del secolo successivo fondamentali per la storia della città Busto Arsizio, come “San Carlo in atto di benedire Busto”, opera del secolo XVII che ritrae il cardinale che elevò Busto Arsizio a sede plebana nel 1583. All'interno del museo sono presenti anche notevoli opere e lavori di oreficeria tra le quali “Le croci processionali” (la più antica, di oreficeria lombarda, risale al secolo XVI).
Il materiale esposto comprende inoltre quattro antichi codici datati tra il XIV secolo e il XVII secolo (tra cui un antifonario musicale miscellaneo, manoscritto su 108 fogli di carta) oltre ad una raccolta di stampe antiche. I visitatori (il museo è visitabile su richiesta) possono inoltre ammirare strappi di affresco con motivi di religiosità popolare ed una ricca documentazione relativa alla decorazione della chiesa di San Michele Arcangelo al principio del XX secolo. È infine disponibile una raccolta di opere varie di ispirazione religiosa realizzata da autori contemporanei.